# 老城镇 (澄迈县)
老城鎮，隋朝至清朝時作老城墟，是海南島上的一個行政建制鎮，臨近澄江和邁山。老城鎮屬於中華人民共和國海南省澄邁縣，並曾為澄邁縣的縣治。澄邁縣的縣治自隋朝定於老城鎮有1200餘年，但由於各種緣故，在清朝光緒年間由老城墟遷至打鐵市（今金江鎮）。老城鎮位於澄邁縣東北海濱，鎮内有馬村港和新興港等天然深水港口，以及一年生產總值達100億元人民幣、作為澄邁縣經濟支柱的省級海南老城經濟開發區，是海南經濟發展的新增亮點。

## 歷史
澄邁縣是海南三大歷史名邑之一，原名苟中縣，在西漢元封元年（前110年）置，縣治當時設於美亭。隋大業三年（607年），苟中縣縣治遷老城墟，而由於新縣治西南有澄江，東北有邁山，故苟中縣易名澄邁縣，屬珠崖郡。老城墟位於澄邁縣東北海濱，水土較差。後來，老城墟發生強烈地震，此後瘟疫流行，病死了很多人，使縣治終在光緒十八年（1892年）自老城墟遷至打鐵市（今金江鎮）。此後，金江鎮一帶取代了老城鎮一帶的縣治地位：在中華民國成立後，澄邁縣仍治金江市（今金江鎮）；中華人民共和國仍以金江鎮為澄邁縣的縣治至今。
由於老城墟曾為澄邁縣縣治1200餘年，老城鎮的傳統文化積澱也較為深厚。老城鎮内有大成殿、廣德橋、杜仲儒夫婦墓等文物。大成殿位於老城鎮西部，始建於南宋咸淳元年（1265年），由將領李才卿將原來一所學堂擴建而成，歷經宋、元、明、清各代修葺，直至清光緒三十三年（1907年）重建。大成殿前台階正中陛石上是一幅雙龍戲珠的浮雕，長約2.6米，寬近0.6米，保存完好，是海南僅有的一例。廣德橋始建於北宋，在明嘉靖三十八年（1559年）為時任知縣唐啟賓重修。現存廣德橋是石拱橋，由大大小小的青石壘成。苏轼被貶謫海南之時，途經澄邁縣前去儋州，及後來北歸時，都曾經過此橋，並曾賦詩：
| “                          | 倦客愁聞最路遙，眼明飛閣府長橋。貪看白鷺橫秋浦，不覺青林沒晚朝。 | ” |
| ——《澄邁驛通潮閣二首》其一 |                                                                  |   |

## 行政區劃
老城鎮是中華人民共和國海南省澄邁縣下轄的一個行政建制鎮，現時下轄3個社區和15個行政村，共18個村級行政單位如下：老城社区、白莲社区、马村社区、美儒村、大道村、才吉村、玉堂村、大亭村、石联村、罗驿村、潭池村、玉楼村、富豪村、那板村、文玉村、坡脑村、文大村和东水港村。

## 經濟
老城鎮地理條件優越、交通便利、氣候溫和，人文底蘊較好。海南建省、老城鎮内設立開發區前，老城鎮的經濟主要以農業、漁業為主。老城鎮現時則處在以大項目帶動，貿、工、農、商、旅遊相併舉的高速發展時期。老城鎮内有馬村港和新興港等港口，其中前者是海南天然深水良港，屬一類對外開放口岸，開通航線達日本、韓國、新加坡等十多個國家和地區，而後者則是海南兩家可停泊10萬噸級船舶的天然深水碼頭之一。老城鎮境內也有金鑫足球冬訓基地、金鑫印尼鳥語林、南泰鱷魚湖動物園和月亮灣高爾夫和休閒度假別墅群等休閑設施。
老城鎮内有海南老城經濟開發區，於1988年5月創立，屬於海口市城市總體規劃三大組團之一的馬村工業組團，是《海南省城鎮體系規劃》確定的瓊島北部綜合工業區的重要組成部分。海南老城經濟開發區在2006年3月通過國家發改委審核，升格為省級開發區。2012年，海南老城經濟開發區的全年總產值達到386億元（人民幣），生產總值則達到100億元。《海南統計年鑒》稱海南老城經濟開發區“支撐澄邁經濟半壁江山”，並謂其為海南經濟發展的“新增亮點”。海南老城經濟開發區内共有387個項目落戶，其中投資額在億元以上的項目有華能海南發電股份有限公司馬村電廠、海南中海油有限公司海灣精細化工廠、海南欣龍無紡布廠、武鋼集團海南有限責任公司冷軋薄板廠、海南睿豐光纖光纜廠、中石化馬村油庫、海南國盛石油有限公司燃料油配送中心、海南澄邁金鑫足球訓練基地、海南月亮灣高爾夫球場等29個。海南老城經濟開發區已初步形成以港口為依託，重點發展能源儲運、電力、石油化工、鋼鐵、建材、輕紡、飼料以及濱海旅遊業為主的新型港口工業城市。

## 私彩
海南島上的私彩可以以“無處不見”形容，而老城鎮也不例外。老城鎮每周至少有30多攤、多則50多攤私彩上市。一位曾經在老城鎮開私彩的馮姓農民在接受《藍盾》雜誌筆者的採訪時稱，只要交1萬元（人民幣）押金給公安分局，每期交500元管理費、稅費，就沒有人抓私彩了；中私彩的可以直接到公安局領取獎金。